# 1991 VT1
1991 VT1 är en asteroid i huvudbältet som upptäcktes den 5 november 1991 av de båda japanska astronomerna Takeshi Urata och Akira Natori i Ojima.
Asteroiden har en diameter på ungefär 4 kilometer.